# منتخب الجزائر لهوكي الجليد
منتخب الجزائر لهوكي الجليد، هو منتخب جزائري في رياضة هوكي الجليد، وألذي يتم إدارته من قبل الاتحادية الجزائرية لهوكي الجليد، عضو في الاتحاد الدولي لهوكي الجليد، ويعتبر من أقوى منتخبات هوكي الجليد العربية، تمكن من الفوز العديد من المرات بالبطولة العربية لهوكي الجليد.

## تاريخ
شهد يوم الـ28 من ديسمبر سنة 2008 بفرنسا ميلاد أول جمعية رياضية الاتحادية الجزائرية لهوكي الجليد على الجليد، مشكلة من لاعبين ذوي أصول جزائرية، يقطنون بفرنسا، تحت تسمية «جمعية اللاعبين ذوي الأصول الجزائرية للهوكي على الجليد»، وكان الفريق الجزائري موفقا في أول خرجته، حيث فاز بسبعة أهداف لأربعة في أول مواجهة له بمدينة دامنفيل الفرنسية، والتي جمعته بفريق مشكل من لاعبين من فريق امنيفال اللوكسمبورغي (القسم الأول) ومن فريق ابينال من (القسم الثالث) الفرنسي، وعرفت المواجهة حضور الدولي الجزائري العمري الشاذلي الذي أعطى ضربة الانطلاقة، وأظهرت التشكيلة الجزائرية التي أرتدت ألوان العلم الجزائري مكتوب عليها كلمة الجزائر بالعربية، إمكانيات كبيرة، حيث أنهت الشوط الأول بالتعادل هدف في كل شباك، قبل أن تسجل ستة أهداف كاملة في الشوط الثاني، وأظهر اللاعبون الجزائريون الذين ينشطون في مختلف البطولات العالمية، حيث تألق بشكل ملفت كل من «بوهدوف جمال» والحارس «ديديي ظريف» و«حمري جيلالي» ويانيك، إن فكرة تشكيل «المنتخب الجزائري» جاءت من أجل جمع شمل اللاعبين ذوي الأصول الجزائرية الناشطين في البطولات الفرنسية والسويسرية والكندية، وتشكل منتخبا بإمكانه دخول معترك المنافسة الرسمية مستقبلا، أن اللاعبين الجزائريين يتمتعون بإمكانيات كبيرة تمكنهم من اللعب أمام أي منافس آخر، مهما كان مستواه.

## الإنجازات
- البطولة العربية
  - 2008 (الإمارات العربية المتحدة): مرتبة رابعة
- البطولة الأفريقية
  - 2016 (المغرب، الرباط): مرتبة ثالثة[2]

## وصلات خارجية
- الموقع الرسمي للجمعية الجزائرية لهوكي الجليد

الموقع الرسمي الفدرالية العربية للهوكي الجليد
- ميلاد أول فريق جزائري للهوكي على الجليد مشكل من لاعبين ينشطون في مختلف البطولات العالمية